# Падронес-де-Буреба
Падронес-де-Буреба (ісп. Padrones de Bureba) — муніципалітет в Іспанії, у складі автономної спільноти Кастилія-і-Леон, у провінції Бургос. Населення — 46 осіб (2010).
Муніципалітет розташований на відстані близько 260 км на північ від Мадрида, 41 км на північ від Бургоса.

## Демографія
Динаміка населення (INE ):